# Легкий на спомин
«Легкий на спомин» — російський комедійний кінофільм режисера Євгена Абизова, що вийшов на екрани 20 лютого 2014 року на кінофестивалі Монако. Зйомки проводили в травні-червні 2013 року. В головних ролях Гарік Харламов і Христина Асмус
Прем'єра фільму в Україні відбулася 7 вересня 2014 о 22:00 на 1+1, а в Росії 13 серпня 2014 на СТС

## Зміст
Головний герой, молодий ріелтор Павло Миколайович Басов (Гарік Харламов) притворяється людиною з вусами, в піджаку і окулярах разом зі своєю подругою і флористом Лізою (Христина Асмус) і приходять до будинку культури, де його хазяйкою працює пенсіонерка Аліна Степанівна Гірська, бесідують з нею і підписують контракт, на який вона наводить штамп, який наводить прокляття на Павла і він становиться «легким на спомин» (рос. Легок на помине)
Павло прасує одяг і тут у прасці одразу раптом з'являється телепортація і він став переміщатися в інше місце (на дорозі, в машині з кавказцем і в фурі з далекобійником, у якого грає пісня Олександра Ревви «Не плачь, дівчинка!» (рос. Не плачь, девчонка!)
Потім переміщається в цирк з фокусником-іллюзіоністом (Сергій Сафронов) і з'являється з його пудєльом, якого теж фокусник назвав Павлом, потім він з'являється в ящику з жінкою, фокусник тиче туди шпаги і попадає йому в зад
Павло з'являється в нічному клубі-барі, де знаходиться його батько (Юрій Кузнєцов) і раптом зникає через кілька хвилин
Павло приходить в кабінет психіатру і той хоче вилікувати і зняти прокляття, але нічого не виходить
Він знову приходить в будинок і раптом приєзжає Ліза, він ображається на неї і ругає її за те, що вони з хазяйкою нанесли це прокляття на нього, вона теж ображається на нього
Павло бере кувалду і єю розбиває знак прокляття на білому каміні в будинку, щоб побороти прокляття, приєзжає мікроавтобус з флорістами, він думає, що Ліза, але ні, заходить хлопець-флоріст і дає йому записку від Лізи: «Пішов ти!», дядя Рома приглашає їх зіграти в справжню і реальну «Монополію»
Павло в соцмережі знаходить собі в Кейптауні друзів і добавляє їх собі в друзі на свою сторінку, потім пише одному із них Мутомбо: Hello, Mutombo! (рос. Привіт, Мутомбо!) і раптом телепортує в будинок Лізи з тропічними фруктами, барабаном, крабом і мавпою, одягає Лізі на ногу скорохід, ця йому каже: Я свободна завтра вечіром!
Павло і Ліза відправляються к човнику Льоні (Олександр Ревва) брати човен з віслами, потім Павло зникає з човну, а Ліза поїхала з річки з Льонєю на його водному мотоциклі, Ліза і Льоня організували романтичний вечір за столом і зі свічкою і п'ють коктейлі з трубочьок, раптом з'являється Павло, хоче прогнати Льоню, підняв руками вгору стул і сам зникає, а стул падає на підлогу
Павло прислав Лізі електронне письмо о том, як його мати забороняла йому підходить до батька і любити його, а батькові забороняла дарувати йому подарунки, він зустрічає її в кафе і раптом він зникає на допомогу своєму кращому другу в Антарктиді, потім він знову його зустрічає в пліді і інвалідної колискі і з дівчиною, з якою вони хотіли одружитися, також є фокусник і показує ім новий трюк з обручкою на ниточці, він каже, що навіщо він спасав і раптом каже, що це розіграш
Павло телефонує Лізі і хочє найкрасивіший букет квітів найкрасивішої дівчині (предложення руки і серця), раптом зустрічає Гірську і внова одразу пішла на маршрутку, Павло знову телефонує Лізі, а її вкрали разом з дядєю Ромою і його друзями-мужиками, Павло і Ліза потрапляють в той же будинок і він грає знову з ними вже на той раз в звичайну «Монополію»
Вони дають йому контракт, він підписує його і тепер на нього наноситься прокляття, він зникає, а вони уходять з будинку разом з друзями
Раптом Павло зустрічає свого батька і обіймає його, Павло і Ліза цілуються в безлюдному місці біля здання і далі ідуть
Павло, Ліза, батько і Гірська оголошують будинок культури імені Аліни Степанівної Гірської і її чоловіка, а дядю Рому зав'язали, одягнули на нього смирітельну рубашку і уносять лікувати і на цьому кінець фільму

## Ролі
| Актор                | Роль                                               |
| -------------------- | -------------------------------------------------- |
| Гарік Харламов       | Павло Миколайович Бачив, ріелтор                   |
| Христина Асмус       | Ліза, флоріст і подруга Павла                      |
| Юрій Кузнецов        | Микола Басов, батько Павла                         |
| Катерина Васильєва   | Аліна Степанівна Гірська, хазяйка будинку культури |
| Тетяна Космачова     | Анжела                                             |
| Олександр Самойленко | «дядя» Рома, дядя Павла                            |
| Володимир Яглич      | Гліб, друг Павла                                   |
| Сергей Сафронов      | фокусник-ілюзіоніст                                |
| Ганна Антонова       | Алла                                               |
| Олександр Ревва      | Льоня, човник                                      |

## Знімальна група
- Режисер — Євген Абизов
- Оператор — Антін Зенкович
- Сценарист — Микола Ковбас, Олексій Потрібний
- Продюсер — Георгій Малков, Сарік Андреасян, Гевонд Андреасян (Enjoy Movies) і Володимир Поляков (Renovatio Entertainment)
- Композитор — Олександр Вартанов
- Кінокомпанія — Enjoy Movies і Renovatio Entertainment
- Дата прем'єри — лютого 2014
- Країна —  Росія
- Дата прем'єри на ТВ —  Росія 13 серпня 2014 (СТС),  Україна 7 вересня 2014 (1+1)

## Саундтрек
- Ялинка - На великої повітряної кулькі
- Лепріконси - Халі-галі, паратрупер

## Заборона в Україні
З 2014 року Держкіно заборонило фільм і він потрапив в список заборонених фільмів 2014 року.